# Да здравствует фикус!
«Да будет фикус!» (англ. Keep the Aspidistra Flying) — изданный в 1936 году социально-критический роман Джорджа Оруэлла. Основа сюжетной линии романа, действие которого разворачивается в 1934 году, построена вокруг последствий отказа главного героя Гордона Комстока от денег, социального статуса и «обычной жизни», за знак согласия с законами которой он принимает непременно выставленный на подоконнике обывателей фикус.

## Действующие лица
- Гордон Комсток (Gordon Comstock) — «хорошо образованный и достаточно умный» молодой человек, с небольшой толикой «писательского таланта»;
- Розмари Уотерлоу (Rosemary Waterlow) — подруга Гордона, которую он встретил в рекламном агентстве, но о которой мало что узнал;
- Филипп Равелстон (Philip Ravelston) — богатый издатель, который придерживается левых взглядов, поддерживает и поощряет Гордона
- Джулия Комсток (Julia Comstock) — сестра Гордона, которая так же бедна, как он, и которая жертвует всем ради Гордона;
- г-жа Уисбич (Mrs. Wisbeach) — хозяйка пансиона, которая накладывает строгие правила в отношении её арендаторов;
- г-н Флаксман (Mr. Flaxman) — сосед Гордона, работающий коммивояжёром на косметическую компанию, который временно развёлся с женой;
- г-н Маккечни (Mr. McKechnie) — ленивый шотландец, которому принадлежит первый книжный магазин, в котором работал Гордон;
- г-н Чизман (Mr. Cheeseman) — зловещий и подозрительный владелец второго книжного магазина.

## Литературное значение и критика
В письме Джорджу Вудкоку 28 сентября 1946 Оруэлл отметил, что это была одна из двух-трех книг, которых он стыдился. Так же, как и «Дочь священника», «он был написан просто в качестве упражнения, и я не должен был публиковать его, но я отчаянно нуждался в деньгах». Оруэлл добавил, что «в то время у меня не было мыслей о книге, но я голодал и должен был что-то принести, чтобы получить 100 фунтов стерлингов». Однако, несмотря на мнение Оруэлла, роман завоевал своих поклонников, в частности, Лайнела Триллинга, который назвал его «самой полной суммой пороков коммерческой цивилизации, которые когда-либо были собраны».

## Экранизация
Экранизация «Да будет фикус!» была создана в 1997 году режиссёром Робертом Бирманом, где в главных ролях снялись Ричард Э. Грант и Хелена Бонэм Картер. Фильм вышел в Северной Америке и Новой Зеландии под названием Merry War.